# Río Hondo (Zacapa)
Río Hondo (por Río Hondo, el río que pasa por la localidad) es un municipio del departamento de Zacapa, en el noreste de la República de Guatemala. Está ubicado en el kilómetro 137 que conduce de la ciudad capital al océano Atlántico, ruta identificada como CA-9, con una altitud de 184.91 metros sobre el nivel del mar, con una latitud Norte 15 grados 2 minutos y 36 segundos y una longitud Oeste de 89 grados 35 minutos y 6 segundos.  Posee una extensión territorial de 422 km², lo cual representa un 15.68% del departamento de Zacapa y un 0.39% de la extensión territorial de Guatemala.
Durante la colonia española el único puerto en la costa del Atlántico cercano a Guatemala era Omoa, en la actual Honduras; para llegar a la provincia de Guatemala, se utilizaban naves pequeñas, que llevaban los productos que dicha provincia necesitaba o exportaba a través de río Motagua, el cual era navegable hasta Gualán, de donde los productos eran transportados en piraguas hacia Tocoy Tzima para finalmente ser transportados a la Ciudad de Guatemala en yuntas.  Río Hondo fue uno de los poblados que se establecieron a la orilla de esta ruta comercial.
Después de la Independencia de Centroamérica en 1821, fue asignado al circuito de Zacapa que pertenecía al Distrito N.º 4 (Chiquimula) para la impartición de justicia.

## Toponimia
Originalmente, la cabecera municipal era «Candelaria de Río Hondo» en honor a Nuestra Señora de Candelaria; por su parte, «Río Hondo» es en honor al río que atraviesa su demarcación.

## División política
El municipio está integrado por treinta y tres aldeas y trece caseríos; se estima un total de 17,667 habitantes y una densidad poblacional de 42 personas por km².  La aldeas distribuidas en el valle del río Motagua y en las faldas de la Sierra de Las Minas; entre ellas se encuentra la Aldea El Rosario.

## Geografía física
Su término municipal es atravesado por la Sierra de las Minas de donde aprovecha gran parte de sus recursos naturales.  Se encuentra localizado a 136 kilómetros de la ciudad capital de Guatemala por la carretera al Atlántico «Jacobo Arbenz Guzmán».

### Clima
Su clima es cálido (20 °C de temperatura promedio anual), sin embargo, en la parte alta de la Sierra de Las Minas se tienen temperaturas de hasta 18 °C de temperatura promedio por año.
La cabecera municipal de Río Hondo tiene clima tropical (Clasificación de Köppen: Aw).
| Parámetros climáticos promedio de Río Hondo | Parámetros climáticos promedio de Río Hondo | Parámetros climáticos promedio de Río Hondo | Parámetros climáticos promedio de Río Hondo | Parámetros climáticos promedio de Río Hondo | Parámetros climáticos promedio de Río Hondo | Parámetros climáticos promedio de Río Hondo | Parámetros climáticos promedio de Río Hondo | Parámetros climáticos promedio de Río Hondo | Parámetros climáticos promedio de Río Hondo | Parámetros climáticos promedio de Río Hondo | Parámetros climáticos promedio de Río Hondo | Parámetros climáticos promedio de Río Hondo | Parámetros climáticos promedio de Río Hondo |
| Mes                                         | Ene.                                        | Feb.                                        | Mar.                                        | Abr.                                        | May.                                        | Jun.                                        | Jul.                                        | Ago.                                        | Sep.                                        | Oct.                                        | Nov.                                        | Dic.                                        | Anual                                       |
| ------------------------------------------- | ------------------------------------------- | ------------------------------------------- | ------------------------------------------- | ------------------------------------------- | ------------------------------------------- | ------------------------------------------- | ------------------------------------------- | ------------------------------------------- | ------------------------------------------- | ------------------------------------------- | ------------------------------------------- | ------------------------------------------- | ------------------------------------------- |
| Temp. máx. media (°C)                       | 31.0                                        | 32.7                                        | 35.1                                        | 35.8                                        | 35.3                                        | 33.7                                        | 32.9                                        | 33.6                                        | 33.1                                        | 32.1                                        | 31.4                                        | 30.6                                        | 33.1                                        |
| Temp. media (°C)                            | 25.3                                        | 26.5                                        | 28.3                                        | 29.3                                        | 29.1                                        | 27.9                                        | 27.4                                        | 27.8                                        | 27.5                                        | 26.9                                        | 26.2                                        | 25.5                                        | 27.3                                        |
| Temp. mín. media (°C)                       | 19.7                                        | 20.3                                        | 21.6                                        | 22.8                                        | 23.0                                        | 22.2                                        | 22.0                                        | 22.0                                        | 22.0                                        | 21.7                                        | 21.0                                        | 20.4                                        | 21.6                                        |
| Precipitación total (mm)                    | 5                                           | 6                                           | 9                                           | 20                                          | 75                                          | 188                                         | 177                                         | 136                                         | 194                                         | 99                                          | 29                                          | 5                                           | 943                                         |
| Fuente: Climate-Data.org                    |                                             |                                             |                                             |                                             |                                             |                                             |                                             |                                             |                                             |                                             |                                             |                                             |                                             |

### Ubicación geográfica
Sus colindancias son:
- Norte: El Estor, municipio del departamento de Izabal
- Sur: Estanzuela y Zacapa, municipios del departamento de Zacapa
- Este: Gualán, municipio del departamento de Zacapa
- Oeste: Teculután, municipio del departamento de Zacapa[6]

|                  | Norte: El Estor          |              |
| Oeste: Teculután |                          | Este: Gualán |
|                  | Sur: Estanzuela y Zacapa |              |

## Gobierno municipal
Los municipios se encuentran regulados en diversas leyes de la República, que establecen su forma de organización, lo relativo a la conformación de sus órganos administrativos y los tributos destinados para los mismos.  Aunque se trata de entidades autónomas, se encuentran sujetos a la legislación nacional y las principales leyes que los rigen desde 1985 son:
| N.º | Ley                                                | Descripción |
| --- | -------------------------------------------------- | --- |
| 1   | Constitución Política de la República de Guatemala | Tiene una regulación legal específica para los municipios en los artículos 253 al 262. |
| 2   | Ley Electoral y de Partidos Políticos              | Ley de carácter constitucional aplicable a los municipios en el tema de la conformación de sus autoridades electas. |
| 3   | Código Municipal                                   | Decreto 12-2002 del Congreso de la República de Guatemala. Tiene la categoría de ley ordinaria y contiene preceptos generales aplicables a todos los municipios, e inclusive contiene legislación referente a la creación de los municipios.             |
| 4   | Ley de Servicio Municipal                          | Decreto 1-87 del Congreso de la República de Guatemala. Regula las relaciones entra la municipalidad y los servidores públicos en materia laboral. Tiene su base constitucional en el artículo 262 de la constitución que ordena la emisión de la misma. |
| 5   | Ley General de Descentralización                   | Decreto 14-2002 del Congreso de la República de Guatemala. Regula el deber constitucional del Estado, y por ende del municipio, de promover y aplicar la descentralización y desconcentración económica y administrativa.                                |

El gobierno de los municipios está a cargo de un Concejo Municipal mientras que el código municipal —ley ordinaria que contiene disposiciones que se aplican a todos los municipios— establece que «el concejo municipal es el órgano colegiado superior de deliberación y de decisión de los asuntos municipales […] y tiene su sede en la circunscripción de la cabecera municipal»; el artículo 33 del mencionado código establece que «[le] corresponde con exclusividad al concejo municipal el ejercicio del gobierno del municipio».
El concejo municipal se integra con el alcalde, los síndicos y concejales, electos directamente por sufragio universal y secreto para un período de cuatro años, pudiendo ser reelectos.
Existen también las Alcaldías Auxiliares, los Comités Comunitarios de Desarrollo (COCODE), el Comité Municipal del Desarrollo (COMUDE), las asociaciones culturales y las comisiones de trabajo. Los alcaldes auxiliares son elegidos por las comunidades de acuerdo a sus principios y tradiciones, y se reúnen con el alcalde municipal el primer domingo de cada mes, mientras que los Comités Comunitarios de Desarrollo y el Comité Municipal de Desarrollo organizan y facilitan la participación de las comunidades priorizando necesidades y problemas.

## Historia
Los pobladores originarios de este territorio estaban constituidos por los grupos étnicos: Ch’orti’s, Pipiles y Alaguiles. 
Esta región fue conquistada en 1530; sin embargo fue hasta la independencia de Guatemala en 1821 que los españoles y los criollos hispánicos se asentaron en mayor número en esta zona por ser la principal ruta por la cual los españoles entraron a Guatemala. En actas del año 1829, se hace constar que el Valle de Río Hondo y Candelaria estaba bajo la autoridad del Gobierno Supremo de Estado cuyo corregimiento se encontraba en la cabecera de Chiquimula.

### Colonia española

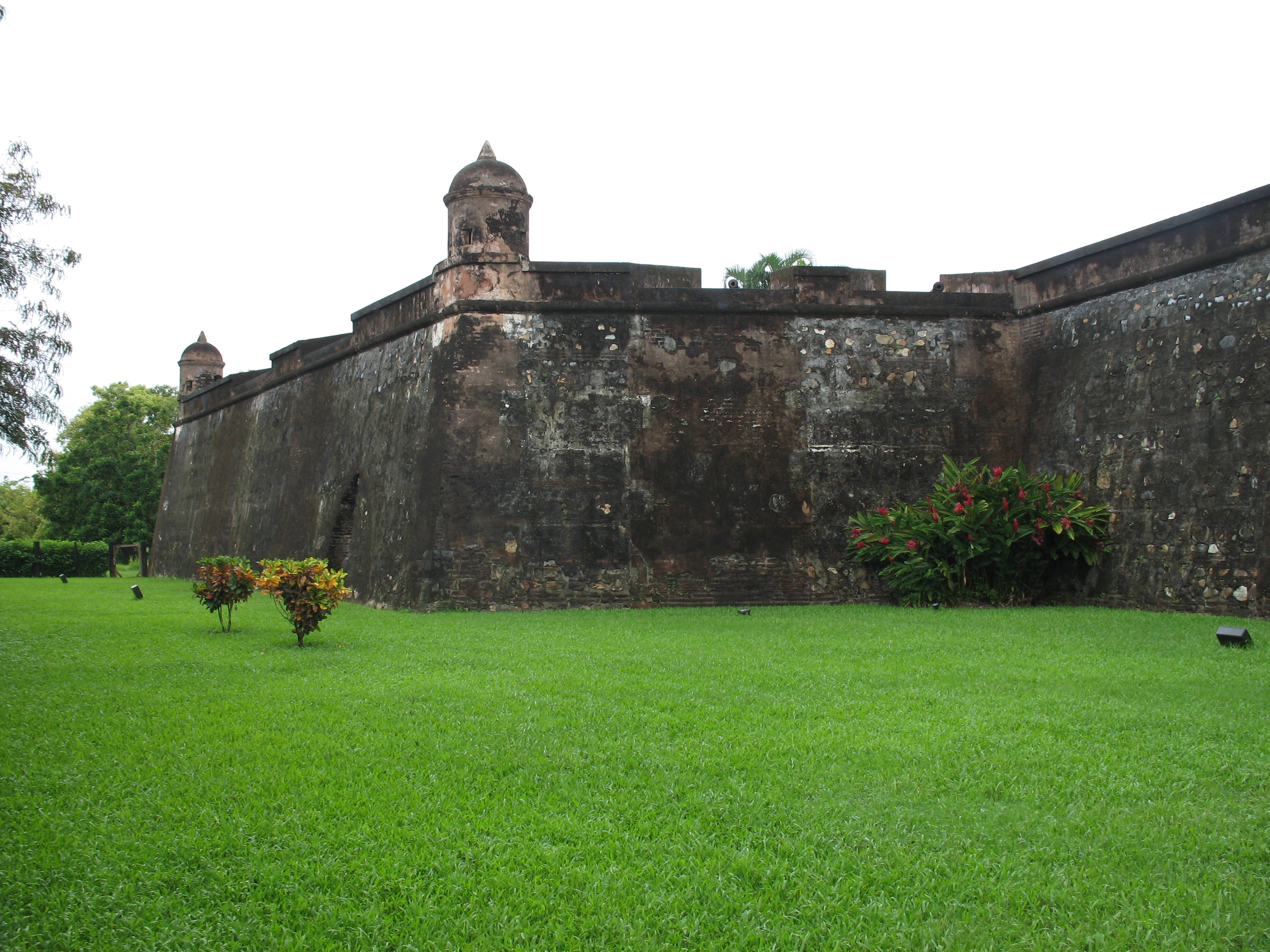
Castillo de San Fernando de Omoa. Único puerto en el Atlántico durante la Colonia Española (1524-1821).

Durante la colonia española (1524-1821), el único puerto en la costa del Atlántico cercano a lo que actualmente es Guatemala era el Puerto de Omoa, en la actual Honduras, a donde llegaban todos los productos proveniente de Europa, y de donde salían las exportaciones de añil y grana hacia el Viejo Continente; para llegar a la provincia de Guatemala, se utilizaban naves pequeñas, que llevaban los productos que dicha provincia necesitaba o exportaba. Ya en Guatemala, los pequeños barcos entraban por el Río Motagua, el cual era navegable hasta el lugar conocido como Gualán, en la actual Zacapa; luego, los productos eran transportados en embarcaciones ligeras llamadas piraguas hacia el pueblo de Tocoy Tzima en el actual departamento de El Progreso para finalmente ser transportados a la Ciudad de Guatemala en yuntas.  A lo largo de ese camino fluvial, se iban formando pequeñas poblaciones a orillas del río, en donde se iban radicando pobladores que poco a poco iban estableciéndose tierra adentro.
Con la llegada de los españoles se produce una mezcla que dio origen a los ladinos o mestizos; sin embargo, los descendientes de los españoles llamados criollos con el afán de conservar su estirpe y propiedades optaron por casarse entre ellos, lo que dio origen a un fenómeno social muy acentuado en el Municipio donde se encuentran familias con los apellidos Castañeda-Castañeda, Morales-Orellana, Orellana-Morales,  Vargas y Vargas, Paz y Paz, entre otros.  

### Tras la Independencia de Centroamérica
La constitución del Estado de Guatemala promulgada el 11 de octubre de 1825 —y no el 11 de abril de 1836, como numerosos historiadores han reportado incorrectamente — creó los distritos y sus circuitos correspondientes para la administración de justicia según el Código de Lívingston traducido al español por José Francisco Barrundia y Cepeda; el poblado de Río Hondo fue parte del circuito Zacapa en el Distrito N.º 4 (Chiquimula). Estei distrito también incluía a los poblados de Santa Lucía, San Pablo, Gualán, Izabal, Estanzuela, Trapiche, Uzumatán y Teculután.

## Economía local
Se encuentran aún funcionando los famosos trapiches o moliendas artesanales de caña de azúcar, en las cuales se procesa este producto agrícola para la venta a nivel regional y nacional.

## Costumbres y tradiciones
La fiesta titular del municipio de Río Hondo se celebra del 24 al 28 de febrero, en honor a la Virgen de Candelaria, en la misma se realizan eventos sociales, deportivos, culturales, religiosos, bailes y exposiciones ganaderas.
Dentro de las tradiciones sobresale la procesión de la imagen de la Virgen de Candelaria que es llevada en hombros desde la aldea La Palma, pasa por la aldea Chan Chán hasta llegar a la Cabecera Municipal. El tres de mayo se celebra el día de la Cruz, rito católico en que los feligreses llevan una cruz en procesión hacia la parte alta del cerro Colorado, lugar donde se encuentra un monumento a la cruz y actualmente en el cerro se localizan la colonia BANVI, la aldea El Tecolote y el caserío El Palmo.

## Turismo
Sus principales sitios turísticos son: Los Baños de Pasabien, la Catarata de Jones, la Zona Núcleo de la Sierra de las Minas, las Ruinas de Las Joyas y muchos balnearios naturales o sitios recreativos privados. Sus gentilicios son rihondano; riondeco; riondurense; rionduralese; riondeno; riondelense.